# Juice Newton's Greatest Hits (And More)
 (mai 2025).
Motif : absence de sources / simple compil sans interwiki
- Archive Wikiwix
- Bing
- Cairn
- DuckDuckGo
- E. Universalis
- Gallica
- Google
- G. Books
- G. News
- G. Scholar
- Persée
- Qwant
- (zh) Baidu
- (ru) Yandex
- (wd) trouver des œuvres sur Wikidata

| 1. | Préciser le motif de la pose du bandeau. | Précisez le motif de la pose du bandeau en utilisant la syntaxe suivante : {{admissibilité à vérifier\|date=mai 2025\|motif=remplacez ce texte par le motif}}                                                |
| 2. | Informer les utilisateurs concernés.     | Pensez à avertir le créateur de l'article, par exemple, en insérant le code ci-dessous sur sa page de discussion : {{subst:avertissement admissibilité à vérifier\|Juice Newton's Greatest Hits (And More)}} |

Juice Newton's Greatest Hits (And More) est un album de Juice Newton sorti en 1984. Il s'agit d'une compilation de ses chansons sorties précédemment.
| 1.    | Angel of the Morning                 | Chip Taylor                              | 4:13 |
| 2.    | Heart of the Night                   | John Bettis, Michael Clark               | 4:08 |
| 3.    | Love's Been a Little Bit Hard on Me  | Gary Burr                                | 3:15 |
| 4.    | Break It to Me Gently                | Diane Lambert, Joe Seneca                | 4:03 |
| 5.    | Low Down and Lonesome                | Juice Newton, Otha Young, Robbie Gillman | 2:52 |
| 6.    | The Sweetest Thing (I've Ever Known) | Otha Young                               | 4:08 |
| 7.    | So Many Ways                         | C. Stone                                 | 2:56 |
| 8.    | Queen of Hearts                      | Hank DeVito                              | 3:26 |
| 9.    | Lay Back in the Arms of Someone      | Mike Chapman, Nicky Chinn                | 3:32 |
| 10.   | Hey! Baby                            | Bruce Channel, Margaret Cobb             | 3:09 |
| 11.   | Shot Full of Love                    | Bob McDill                               | 3:23 |
| 12.   | I'm Gonna Be Strong                  | Barry Mann, Cynthia Weil                 | 3:39 |
| 13.   | It's a Heartache                     | Ronnie Scott, Steve Wolfe                | 3:30 |
| 14.   | Dirty Looks                          | David Robbins, Van Stephenson            | 3:48 |
| 15.   | Tell Her No                          | Rod Argent                               | 3:32 |
| 53:50 |                                      |                                          |      |